# Avermes
Avermes je francouzská obec v departementu Allier v regionu Auvergne. V roce 2011 zde žilo 3 794 obyvatel. Je součástí aglomerace města Moulins.

## Sousední obce
Gennetines, Montilly, Moulins, Neuvy, Trévol, Yzeure

## Vývoj počtu obyvatel
Počet obyvatel 